# 布科維納 (日達喬夫區)
49°20′39″N 24°15′35″E / 49.34417°N 24.25972°E
布科維納（烏克蘭語：Буковина），是烏克蘭西部的村莊，隸屬利維夫州的斯特雷區。該村面積1.17平方公里，海拔高度239米，2001年人口554，人口密度每平方公里473.5人。